# 정예지
정예지(1987년 12월 25일~)는 대한민국의 2012년 미스코리아 인천 미(美) 출신 배우 겸 대학교수이다.

## 학력
- 여의도여자고등학교 (졸업)
- 인하대학교 연극영화학과 (졸업)
- 서강대학교 영상대학원 영화연기 석사(졸업)
- 동국대학교 영상대학원 영화기획 박사(수료)

## 프로필
- 출생: 1987년 12월 25일
- 학력:
  - 인하대학교 연극영화학과(연기) 학사
  - 서강대학교 영상대학원 영화(연기) 석사
  - 동국대학교 영상대학원 영화(기획) 박사 수료
- 수상:
  - 2012년 미스코리아 인기상
  - 2012 미스코리아 인천 美
  - 2020 K연예스타 나눔봉사공헌대상 MC부문
  - 2022 올해를 빛낸 언론인대상 MC부문
  - 2022 k연예스타 나눔봉사공헌대상 MC부문
  - 2023 k베스트브랜드대상 MC부문
- 경력
  - 2021년 한.베 패션테스티벌 어워즈 심사위원
  - 2021년 ~ 동서울대학교 콘텐츠 크리에이터과 강사
  - 2020년 ~ 대경대학교 연극영화과 겸임교수
  - 2018년 ~ 2019 디지털서울문화예술대학교 연극영화학과 외래교수
  - 2020년 ~ 2021 경기도 청소년예술제 예선(포천) 심사위원
  - 2019년 ~ 영등포구 자원봉사 홍보대사
  - 2017년 미스코리아 인천 심사위원
  - 2013년 대한피부모발학회 홍보대사
  - 2007년~2008년 인하대학교 홍보대사

## 출연 작품

### 방송
- 2021 롯데홈쇼핑 골프예능 [위드정길환골프] 패널
- 2020 OBS 베트남 VTV1 [한.베 패션페스티벌 어워즈] MC
- 2016~2017 W쇼핑 [옴부즈맨] MC
- 2016 KBS2 생생정보 리포터
- 2015 ETN [올포유] 리포터
- 2013 MBC [연예플러스] 리포터
- 2016 홍콩 [明星OH運會] 출연
- 2012 QTV 텐미닛박스 출연
- 2012 KT올레tv [겟더로드] 리포터
- 2005 KMTV [틴타임메거진] 출연

### 연극
- 2018 소문 고양아람누리 새라새극장 - 박선자 역
- 2017 허스토리 서강대학교 메리홀 - 경숙 역
- 2008 갈매기 학산소극장 - 아르까지나 역
- 2007 아름다운사인 인하대학교 소극장 - 유화이 역

### 드라마
- 2022 한 베 수교 30주년기념 특별기획작 탑승30분전 - 프로듀서, 원장 역
- 2021 연기왕 (유투브, 네이버TV ) - 연진 역
- 2012 그래도 당신(SBS) - 장현희 역
- 2010 오! 마이 레이디(SBS) - 여직원 역

### 영화
- 차박 2022 프로듀서 (2023 부천판타스틱영화제 상영작)
- GAZE(응시) 2021 프로듀서
- 촬영감독 봉구씨 2021 프로듀서
- 구산역 닥터굿 2017 배우
- ROAD 2017 배우
- 고슴도치 내새끼 2016 배우
- 연평해전 2015년 배우 - 김학순 감독
- 픽유업 2014 배우
- 지현의 문제 2014 배우
- 넌 나만의 원더 2008 배우 - 미쟝센 지원제작
- 코스모스 노래방 2007년 배우 - 영진위 지원제작

## 같이 보기
- 2012년 미스코리아
- 미스코리아 인천